# ريهوبوث بيتش
ريهوبوث بيتش (ديلاوير) (بالإنجليزية: Rehoboth Beach, Delaware)‏ هي مدينة تقع في الولايات المتحدة في ديلاوير. يقدر عدد سكانها بـ 1,327 نسمة .

## التركيبة السكانية
حدّد مكتب تعداد الولايات المتحدة بيانات التركيبة السكانية لريهوبوث بيتش في تعداد الولايات المتحدة. في ما يلي، التركيبة السكانية حسب تعدادي 2000 و2010.

### تعداد عام 2000
بلغ عدد سكان ريهوبوث بيتش 1,495 نسمة بحسب تعداد عام 2000، وبلغ عدد الأسر 847 أسرة وعدد العائلات 344 عائلة مقيمة في المدينة. في حين سجلت الكثافة السكانية 350.9 نسمة لكل كيلومتر مربع (908.8/ميل2). وبلغ عدد الوحدات السكنية 3,167 وحدة بمتوسط كثافة قدره 743.4 لكل كيلومتر مربع (1,925.4/ميل2).
وتوزع التركيب العرقي للمدينة بنسبة 98.13% من البيض و0.27% من الأمريكيين الأفارقة و0.13% من الأمريكيين الأصليين و0.67% من الأمريكيين ذوي الأصول الآسيوية و0.54% من الأعراق الأخرى و0.27% من عرقين مختلطين أو أكثر و0.94% من الهسبانيون أو اللاتينيون من أي عرق.
بلغ عدد الأسر 847 أسرة كانت نسبة 7.4% منها لديها أطفال تحت سن الثامنة عشر تعيش معهم، وبلغت نسبة الأزواج القاطنين مع بعضهم البعض 34.8% من أصل المجموع الكلي للأسر، ونسبة 3.9% من الأسر كان لديها معيلات من الإناث دون وجود شريك، بينما كانت نسبة 1.9% من الأسر لديها معيلون من الذكور دون وجود شريكة وكانت نسبة 59.4% من غير العائلات. تألفت نسبة 47.1% من أصل جميع الأسر من عدة أفراد يعيشون في نفس المنزل ونسبة 23.4% كانت تتألف من شخص يعيش بمفرده يبلغ من العمر 65 عاماً أو أكثر. وبلغ متوسط حجم الأسرة المعيشية 1.71، أما متوسط حجم العائلات فبلغ 2.35.
بلغ العمر الوسطي للسكان 57.0 عاماً. وكانت نسبة 7% من القاطنين تحت سن الثامنة عشر، وكانت نسبة 3.7% بين الثامنة عشر والرابعة والعشرين عاماً، ونسبة 18.5% كانت واقعةً في الفئة العمرية ما بين الخامسة والعشرين والرابعة والأربعين عاماً، ونسبة 33.2% كانت ما بين الخامسة والأربعين والرابعة والستين، ونسبة 34.5% كانت ضمن فئة الخامسة والستين عاماً فما فوق. يوجد لكل 100 أنثى 93.8 ذكر، ويوجد لكل 100 أنثى في الثامنة عشر من عمرها فما فوق 90.9 ذكر.
بلغ متوسط دخل الأسرة في المدينة 51,429 دولارًا، أما متوسط دخل العائلة فبلغ 58,558 دولارًا. وكان متوسط دخل الذكور 56,250 دولارًا مقابل 28,295 دولارًا للإناث. وسجل دخل الفرد الخاص بالمدينة 38,494 دولارًا. وكانت نسبة 3.1% من العائلات ونسبة 5.3% من السكان تحت خط الفقر، وكان من هؤلاء نسبة 5.9% تحت سن الثامنة عشر ونسبة 4.5% في الخامسة والستين من العمر وما فوق.

### تعداد عام 2010
بلغ عدد سكان ريهوبوث بيتش 1,327 نسمة بحسب تعداد عام 2010، وبلغ عدد الأسر 761 أسرة وعدد العائلات 312 عائلة مقيمة في المدينة. في حين سجلت الكثافة السكانية 311.5 نسمة لكل كيلومتر مربع (806.8/ميل2). وبلغ عدد الوحدات السكنية 3,219 وحدة بمتوسط كثافة قدره 755.6 لكل كيلومتر مربع (1,957.0/ميل2).
وتوزع التركيب العرقي للمدينة بنسبة 97.29% من البيض و1.13% من الأمريكيين الأفارقة و0.23% من الأمريكيين الأصليين و0.68% من الأمريكيين ذوي الأصول الآسيوية و0.45% من الأعراق الأخرى و0.23% من عرقين مختلطين أو أكثر و3.62% من الهسبانيون أو اللاتينيون من أي عرق.
بلغ عدد الأسر 761 أسرة كانت نسبة 6.4% منها لديها أطفال تحت سن الثامنة عشر تعيش معهم، وبلغت نسبة الأزواج القاطنين مع بعضهم البعض 34.8% من أصل المجموع الكلي للأسر، ونسبة 4.1% من الأسر كان لديها معيلات من الإناث دون وجود شريك، بينما كانت نسبة 2.1% من الأسر لديها معيلون من الذكور دون وجود شريكة وكانت نسبة 59% من غير العائلات. تألفت نسبة 45.5% من أصل جميع الأسر من عدة أفراد يعيشون في نفس المنزل ونسبة 20.6% كانت تتألف من شخص يعيش بمفرده يبلغ من العمر 65 عاماً أو أكثر. وبلغ متوسط حجم الأسرة المعيشية 1.74، أما متوسط حجم العائلات فبلغ 2.41.
بلغ العمر الوسطي للسكان 59.1 عاماً. وكانت نسبة 6.2% من القاطنين تحت سن الثامنة عشر، وكانت نسبة 3.6% بين الثامنة عشر والرابعة والعشرين عاماً، ونسبة 14.1% كانت واقعةً في الفئة العمرية ما بين الخامسة والعشرين والرابعة والأربعين عاماً، ونسبة 41.1% كانت ما بين الخامسة والأربعين والرابعة والستين، ونسبة 35% كانت ضمن فئة الخامسة والستين عاماً فما فوق. وتوزع التركيب الجنسي للسكان بنسبة 51.6% ذكور و48.4% إناث.